# Thistlegorm

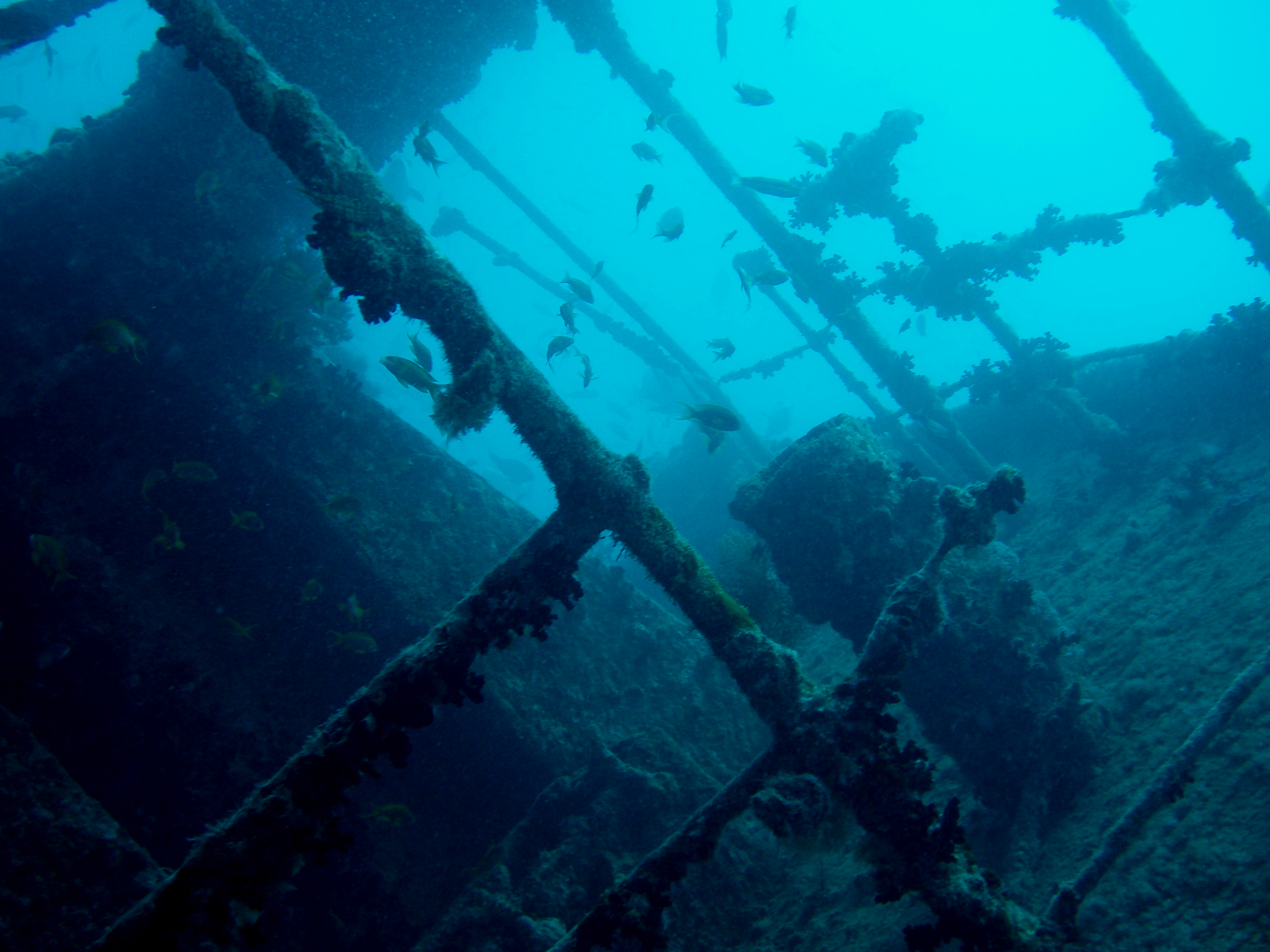
Vista del ponte della Thislegorm

La Thistlegorm era una nave mercantile britannica varata il 9 aprile del 1940 e affondata il 6 ottobre 1941 nel Mar Rosso, nei pressi della barriera corallina di Sha'ab Alì, nel Golfo di Suez, Sinai occidentale.
Lunga 126 metri e larga 18, è affondata praticamente intatta se si esclude la parte poppiera. La stiva numero 4 infatti era carica di munizioni e la sua esplosione causò il sezionamento dello scafo. Nei primi anni cinquanta, Jacques-Yves Cousteau ne scoprì la posizione ma non ne rivelò mai le coordinate. 
Il relitto è accessibile anche al suo interno, ove si trova ancora il carico di approvvigionamenti che trasportava, come ad esempio carri armati leggeri, armi, munizioni, camionette. Il carico è perfettamente riconoscibile, nonostante le incrostazioni coralline presenti.

## La storia
Durante il 1941 era di fondamentale importanza per l'esercito inglese, impegnato nella campagna del Nord Africa, mantenere le linee di rifornimento aperte; ovviamente non si poteva raggiungere il quartier generale inglese (Alessandria d'Egitto) attraverso il Mediterraneo, poiché nonostante la forte presenza inglese (Malta e la costa Mediterranea dell'Egitto stesso) le forze dell'Asse avrebbero avuto vita facile sui convogli alleati. Per questo motivo si rendeva necessaria la rotta atlantica: la circumnavigazione dell'Africa, con scalo a Città del Capo, e l'attraversamento del Mar Rosso e del Canale di Suez.
La Thistlegorm era stata dapprima utilizzata sulle rotte verso l'America, compiendo diversi viaggi di rifornimento, nel quadro della legge detta "Affitti e prestiti". Nel 1941 un grande convoglio lascia l'Inghilterra verso il nord Africa; dopo il consueto scalo tecnico a Città del Capo, il convoglio si ferma presso la barriera corallina di Sha'ab Alì, (27°48'80" N - 33°55'25" E) perché la Royal Navy deve effettuare operazioni di sminamento nel canale di Suez.
La notte tra il 5 e il 6 ottobre un gruppo di bombardieri tedeschi (Heinkel He 111 - 27° Kampfgheschwader "Lowe"), decollati dall'isola di Creta, attaccano il convoglio: la Thistlegorm viene colpita da un'unica bomba sulla stiva 4, dove erano immagazzinati esplosivi, munizioni per obici da campo, fucili, stivali di gomma.
Si sviluppò un incendio e le munizioni presero ad esplodere, e ben presto un'esplosione spezzò la nave in due tronconi, inabissandosi rapidamente. L'equipaggio ebbe comunque il tempo di abbandonare la nave, anche se si dovettero registrare nove vittime.
La Thistlegorm fu l'unica nave persa dal convoglio, che fu attaccato nuovamente la sera seguente. La Luftwaffe perse un bombardiere.

## L'immersione sul relitto
L'immersione, date le particolari condizioni che spesso si verificano sul sito (forte corrente o scarsa visibilità), dovrebbe essere riservata a subacquei con esperienza ed in possesso di un brevetto avanzato. Normalmente la visita del relitto si effettua in due immersioni.
La prima porta ed effettuare il giro dello scafo, dalla grande elica (profondità 33 metri) e la poppa armata con due pezzi antiaereo, fino alla prua, passando dalla cabina del capitano (popolare tra le guide la visita alla vasca da bagno). Sui ponti di prua sono stivati due vagoni ferroviari e due dragamine; due locomotive, trasportate dalla Thistlegorm, sono state scagliate dall'esplosione a diversi metri dal relitto. Interessante il grande argano dell'àncora.
L'area di poppa, devastata dall'esplosione, è un confuso ammasso di materiali: cavi, scatole di munizioni (obici da 105 mm) e due carri armati leggeri BREN Carrier Mark III.
La seconda immersione, dopo un opportuno ed appropriato intervallo di superficie, porta a penetrare le stive del relitto. Le stive 1 e 2 (prua) sono occupate da una quantità di automobili Morris, autocarri Bedford, motociclette BSA pneumatici, generatori da campo, ricambi per aerei (presumibilmente Hawker Hurricane), brande, casse di fucili Lee-Enfield MK III, stivali di gomma. Nella stiva 1, in basso, due Rolls-Royce blindate, i cui marchi sono stati asportati. La profondità massima che si raggiunge all'interno delle stive è di circa 25 metri.

## Lo stato del relitto
Il relitto soffre terribilmente delle migliaia di subacquei che ogni anno lo visitano, attirati dalla storia che rappresenta. Le bolle d'aria intrappolate all'interno hanno causato un serio deterioramento delle strutture ed il governo egiziano sta considerando di chiudere il sito alle immersioni ricreative almeno per un certo periodo, in modo da permettere la stabilizzazione del relitto stesso.